# Shenzhen

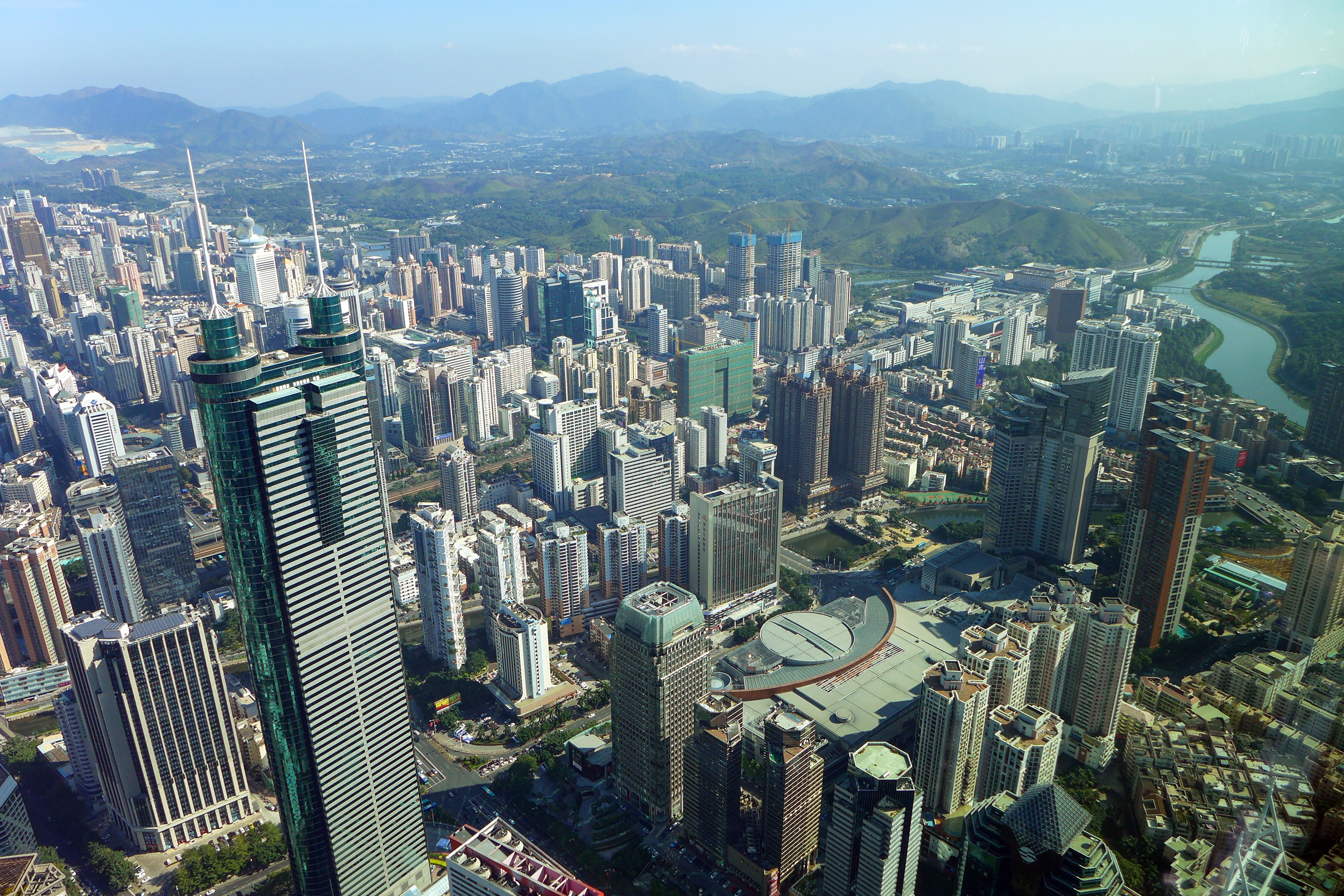
Dystrykt Luohu

Shenzhen (chiń. 深圳; pinyin: Shēnzhèn; wymowaⓘ [ʂə́ntʂə̂n]) – miasto w południowo-wschodnich Chinach, w prowincji Guangdong, bezpośrednio graniczące z Hongkongiem, liczące ponad 17 milionów mieszkańców i stanowiące część około 100-milionowej metropolii Delta Rzeki Perłowej, które w 1979 roku było jeszcze miasteczkiem z 30-tysięczną ludnością.

## Geografia i klimat
Shenzhen od strony zachodniej leży nad deltą Rzeki Perłowej, zaś od wschodu styka się z zatoką Daya i Morzem Południowochińskim. Od strony północnej graniczy z prefekturami miejskimi Dongguan i Huizhou, zaś od południa graniczy z Hongkongiem oraz z zatokami Shenzhen oraz Mirs. Najwyższy szczyt aglomeracji góra Wutong o wysokości ponad 900 m n.p.m. znajduje się w Parku Narodowym o tej samej nazwie, zaś drugi pod względem wysokości szczyt o wysokości ponad 800 m n.p.m. znajduje się na półwyspie Depang. Pod jurysdykcją Shenzhen znajduje się też kilka wysp m.in. wyspa Nei Lingding.
| Miesiąc                                      | Sty  | Lut  | Mar  | Kwi  | Maj  | Cze  | Lip  | Sie  | Wrz  | Paź  | Lis  | Gru  | Roczna |
| -------------------------------------------- | ---- | ---- | ---- | ---- | ---- | ---- | ---- | ---- | ---- | ---- | ---- | ---- | ------ |
| Średnie temperatury w dzień [°C]             | 19,6 | 19,8 | 22,5 | 26,2 | 29,3 | 31,2 | 32,2 | 32,0 | 31,1 | 28,9 | 25,1 | 21,5 | 26,6   |
| Średnie temperatury w nocy [°C]              | 11,6 | 12,7 | 15,9 | 19,9 | 23,1 | 25,1 | 25,7 | 25,5 | 24,3 | 21,5 | 17,0 | 13,0 | 19,6   |
| Opady [mm]                                   | 30   | 44   | 67   | 174  | 238  | 296  | 339  | 368  | 238  | 99   | 37   | 34   | 164    |
| Średnia liczba dni z opadami                 | 6    | 9    | 10   | 12   | 16   | 18   | 17   | 18   | 15   | 7    | 5    | 5    | 138    |
| Źródło: Światowa Organizacja Meteorologiczna |      |      |      |      |      |      |      |      |      |      |      |      |        |

## Podział administracyjny

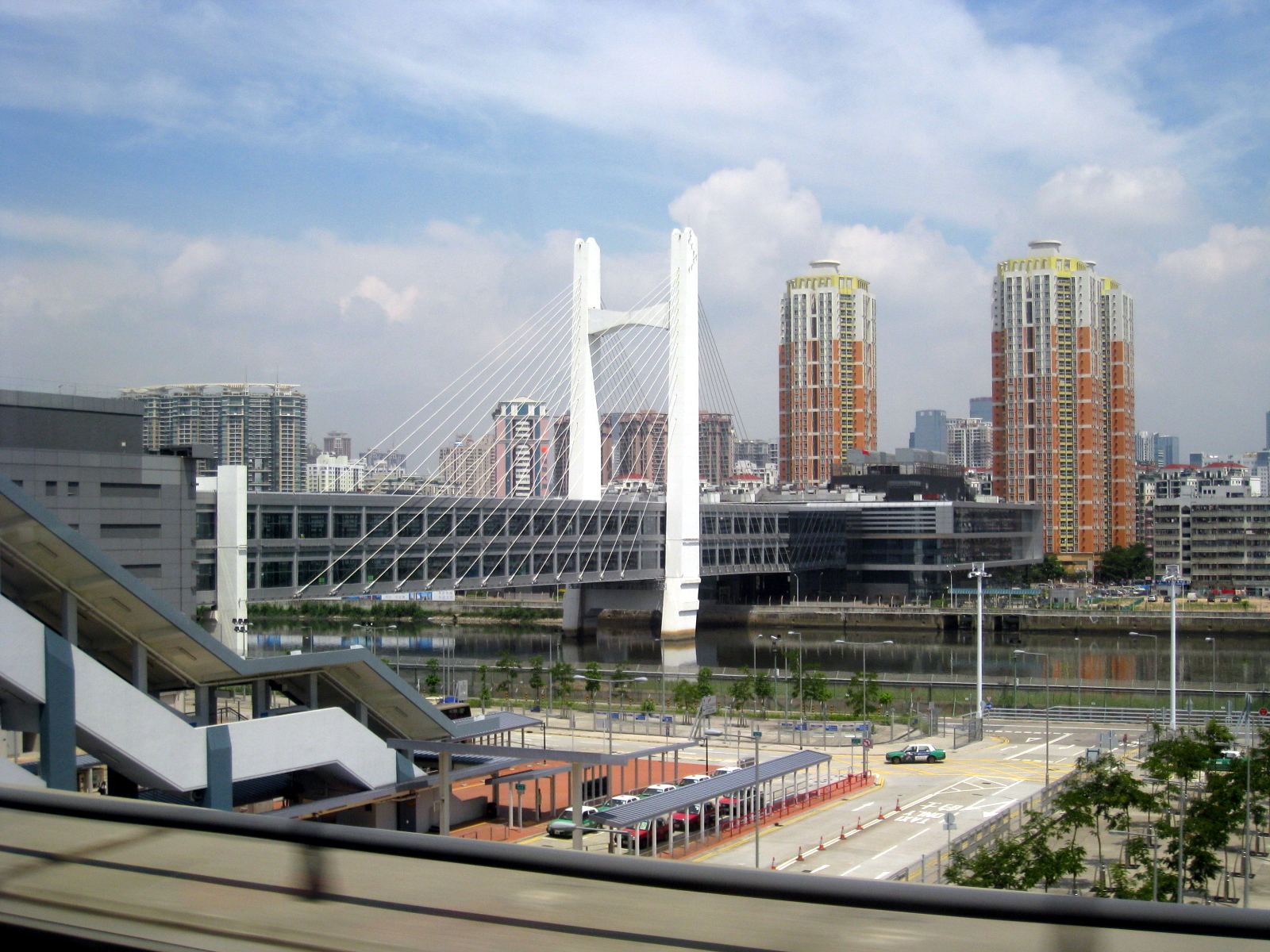
Piesze przejście graniczne nad rzeką Sham Chun do Hongkongu

Shenzhen składa się z 10 dzielnic o łącznej powierzchni 1997,47 km². W dzielnicy Futian mieści się ratusz, zaś przylegająca do Hongkongu dzielnica Luohu jest centrum finansowym, handlowym i informacyjnym miasta. Nanshan jest miejscem koncentracji przemysłu zaawansowanych technologii. Port w Yantian jest drugim co do wielkości głębokim terminalem kontenerowym w Chinach i trzecim co do wielkości na świecie. Do pobliskiego Hongkongu można dostać się przez liczne przejścia graniczne (kolejowe, drogowe, morskie i piesze).
| Futian Luohu Nanshan Yantian Bao’an Longhua Pingshan Longgang Guangming Dapeng |                  |                    |                            |
| \| Nazwa dzielnicy \| Populacja (2017) \| Powierzchnia (km²) \| Gęstość zaludnienia (/km²) \| \| ------------------ \| ---------------- \| ------------------ \| -------------------------- \| \| Luohu (罗湖区) \| 1 027 200 \| 78,75 \| 13 044 \| \| Futian (福田区) \| 1 561 200 \| 78,66 \| 19 847 \| \| Nanshan (南山区) \| 1 424 600 \| 187,53 \| 7597 \| \| Yantian (盐田区) \| 237 200 \| 74,99 \| 3163 \| \| Bao’an (宝安区) \| 3 149 000 \| 396,61 \| 7940 \| \| Longgang (龙岗区) \| 2 278 900 \| 388,22 \| 5870 \| \| Guangming (光明区) \| 596 800 \| 155,44 \| 3839 \| \| Longhua (龙华区) \| 1 600 300 \| 175,58 \| 9114 \| \| Pingshan (坪山区) \| 428 800 \| 166,31 \| 2578 \| \| Dapeng (大鹏新区) \| 146 100 \| 295,38 \| 495 \| \| Razem \| 12 450 100 \| 1997,47 \| 6 233 \| |                  |                    |                            |
| Nazwa dzielnicy | Populacja (2017) | Powierzchnia (km²) | Gęstość zaludnienia (/km²) |
| Luohu (罗湖区) | 1 027 200        | 78,75              | 13 044                     |
| Futian (福田区) | 1 561 200        | 78,66              | 19 847                     |
| Nanshan (南山区) | 1 424 600        | 187,53             | 7597                       |
| Yantian (盐田区) | 237 200          | 74,99              | 3163                       |
| Bao’an (宝安区) | 3 149 000        | 396,61             | 7940                       |
| Longgang (龙岗区) | 2 278 900        | 388,22             | 5870                       |
| Guangming (光明区) | 596 800          | 155,44             | 3839                       |
| Longhua (龙华区) | 1 600 300        | 175,58             | 9114                       |
| Pingshan (坪山区) | 428 800          | 166,31             | 2578                       |
| Dapeng (大鹏新区) | 146 100          | 295,38             | 495                        |
| Razem | 12 450 100       | 1997,47            | 6 233                      |

## Demografia

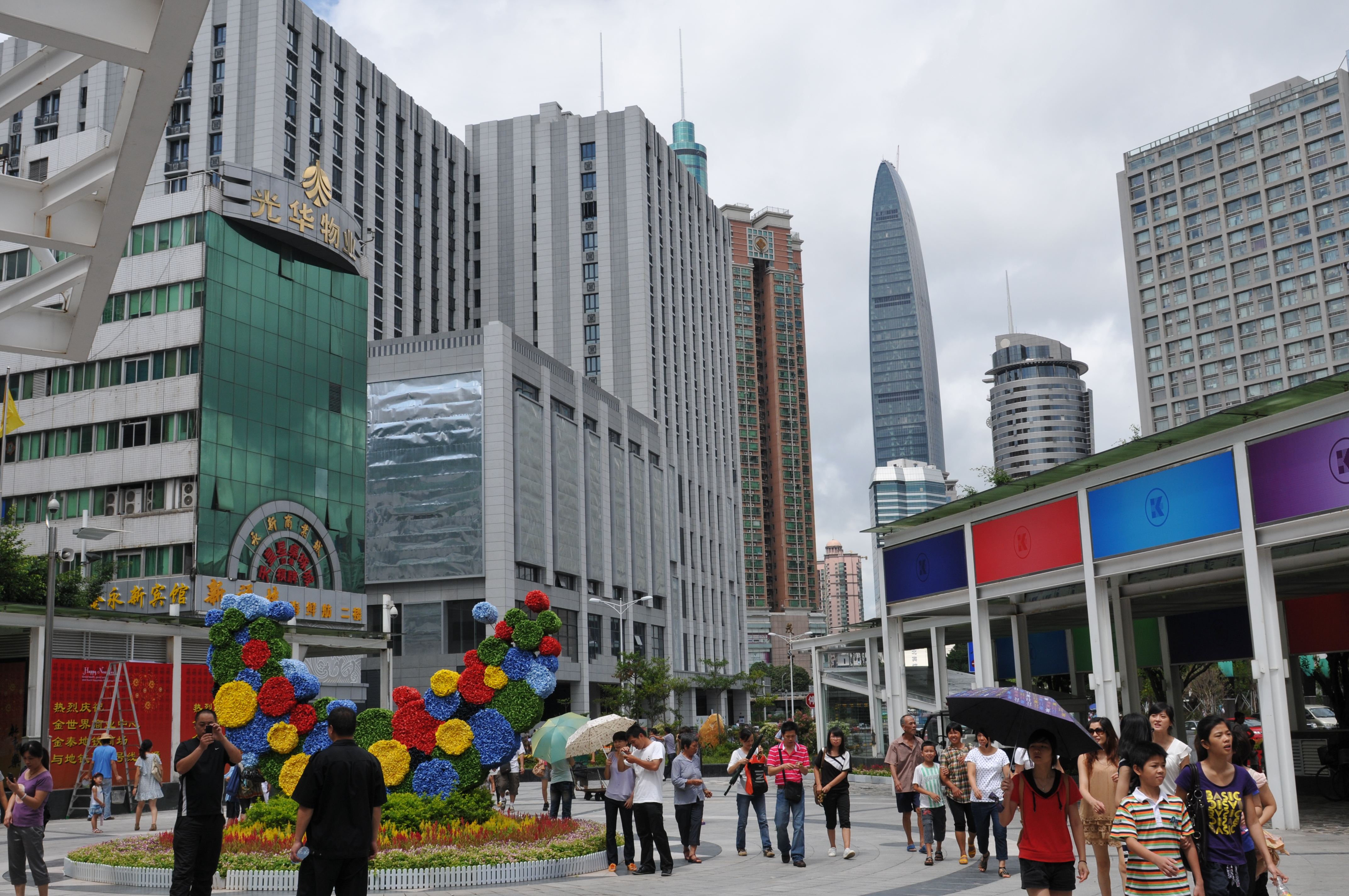
Strefa piesza Dongmen

Na początku 2019 roku Shenzhen posiadało 13 026 600 mieszkańców, a w 2020 liczba mieszkańców wniosła 17 560 000.
| Ludność Shenzhen od 1980 roku. |            |       |
| Rok                            | Populacja  | +/−   |
| 1980                           | 59 000     | –     |
| 1985                           | 193 000    | +227% |
| 1990                           | 875 000    | +353% |
| 1995                           | 2 394 000  | +174% |
| 2000                           | 6 550 000  | +174% |
| 2005                           | 8 409 000  | +28%  |
| 2010                           | 10 223 000 | +22%  |
| 2015                           | 11 275 000 | +10%  |
| 2018                           | 13 026 600 | +16%  |

## Historia

### Wczesna historia

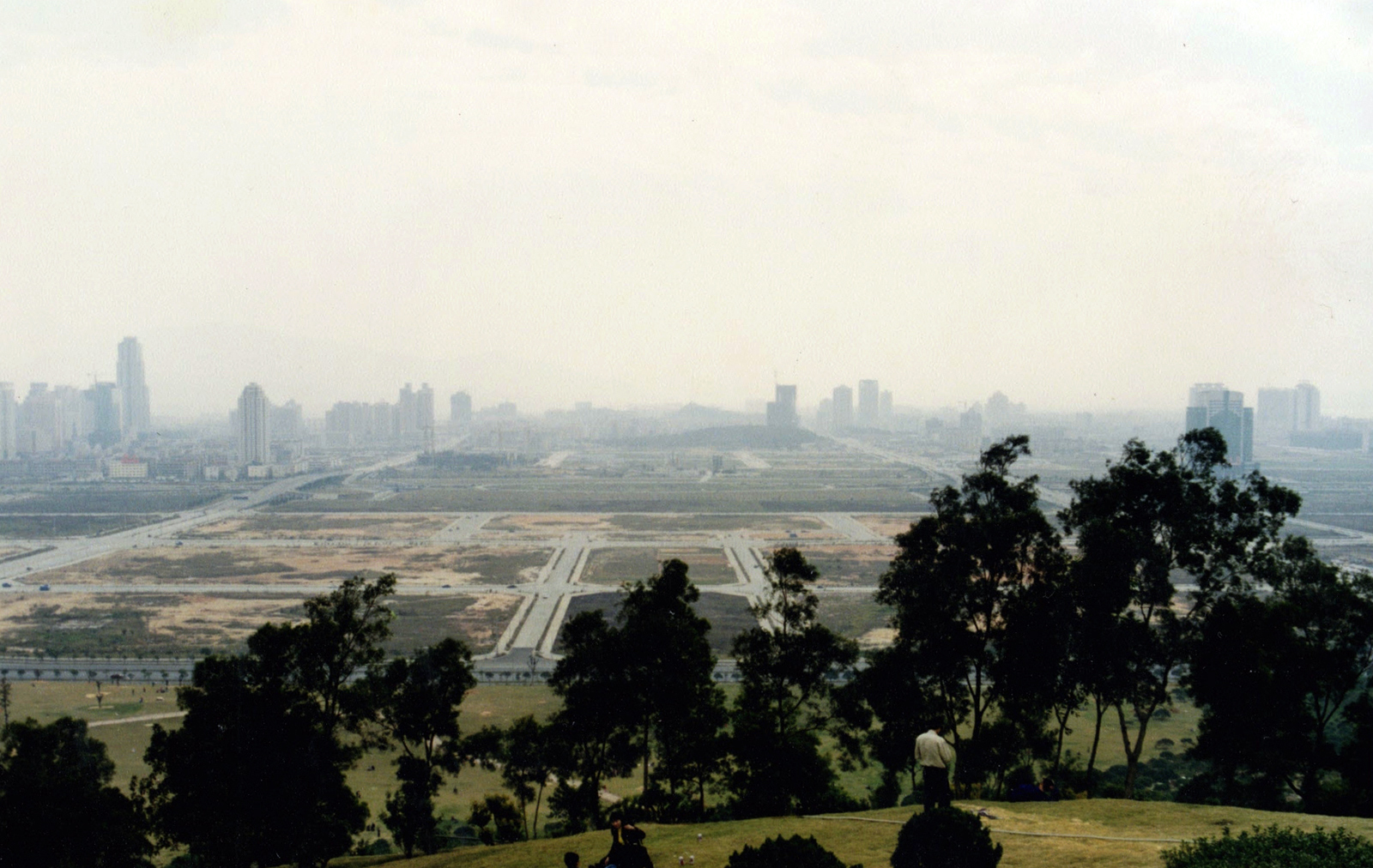
Rozbudowa Futian CBD w 1998 roku

Pierwsze ślady osadnictwa w Shenzhen pochodzą z połowy epoki neolitu, zaś tereny wchodzące w skład dzisiejszej aglomeracji zostały włączone do Chin w 214 roku p.n.e. przez pierwszego cesarza Qin Shi Huang. W IV wieku n.e. zostało założone hrabstwo Dongguan, z siedzibą gubernatora w Nantou, znajdującego się na terenie dzisiejszego dystryktu Nanshan. Z czasów dynastii Ming do dziś zachowały się fragmenty muru obronnego wraz z południową bramą w Nantou oraz forteca Dapeng, pochodzące z końca XIV wieku, zbudowane w celu ochrony przez japońskimi piratami. Najwcześniejsze zapiski o Shenzhen pochodzą z 1410 roku. Po przegraniu przez Chiny wojen opiumiowych w połowie XIX wieku, rejon obecnego Shenzhen stał się obszarem granicznym z Hongkongiem, nowo powstałą kolonią Zjednoczonego Królestwa Wielkiej Brytanii i Irlandii. Od 1910 roku przez rejon dzisiejszej aglomeracji zaczęła działać pierwsza linia kolejowa, prowadząca z Kantonu do stacji Kowloon w Hongkongu, której jedną ze stacji jest obecny dworzec centralny. W czasie II wojny światowej Nantou znajdowało się pod okupacją Cesarstwa Wielkiej Japonii. W 1953 roku do miasteczka Shenzhen przeniosły się władze nowo utworzonego hrabstwa Bao’an.

### 1979 rok – XXI wiek
Shenzhen otrzymało uprawnienia miasta na prawach prefektury 23 stycznia 1979 roku. 16 maja 1980 roku w mieście powstała pierwsza w Chinach specjalna strefa ekonomiczna. W marcu 1981 roku Shenzhen stało się miastem na poziomie sub-prowincjonalnym (pod bezpośrednim zarządem władz prowincji). 1 grudnia 1990 roku została założona Giełda Papierów Wartościowych w Shenzhen. W październiku 1991 roku otwarto port lotniczy Shenzhen Bao’an. Pod koniec 2004 roku oddano do użytku pierwsze linie metra. W 2008 roku Shenzhen zostało członkiem Sieci Miast Kreatywnych UNESCO. W czerwcu 2010 roku w Narodowym Centrum Obliczeniowym zainstalowano superkomputer Nebulae, który w momencie oddania był drugim pod względem szybkości superkomputerem świata. Na początku lipca 2010 roku specjalna strefa ekonomiczna została rozciągnięta na całą aglomerację. Miasto było gospodarzem Letniej Uniwersjady w 2011 roku, w której udział wzięło ponad 10 tysięcy sportowców ze 152 krajów. W 2019 roku Shenzhen było trzecim w kolejności po Pekinie i Szanghaju miastem w Chinach pod względem przychodu PKB.

## Gospodarka

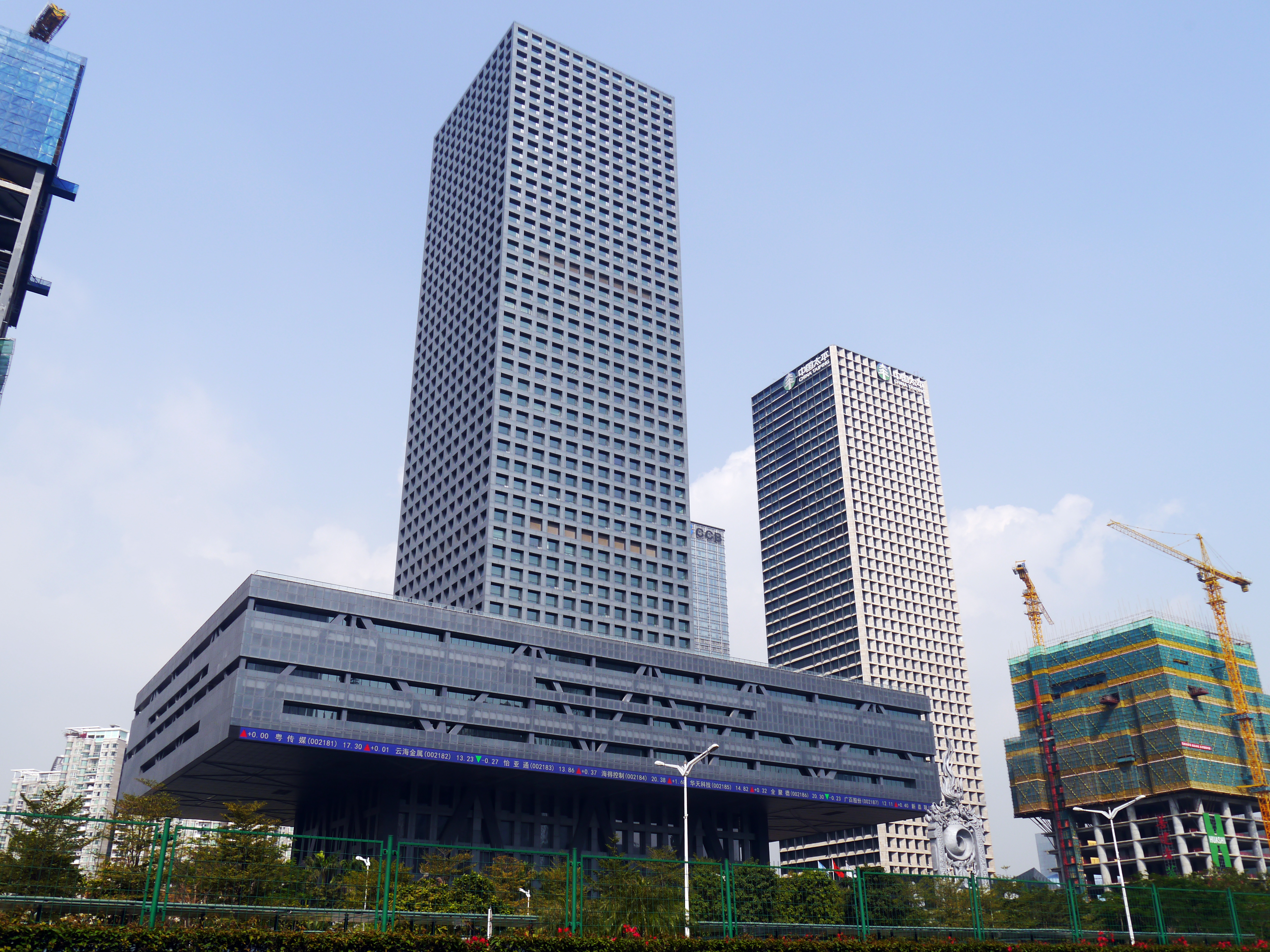
Giełda Papierów Wartościowych

Według rankingu konkurencyjności globalnych centrów finansowych (GFCI) ogłoszonego 26 marca 2020 roku Shenzhen zajmował 11. miejsce na świecie. W 2019 roku przychód PKB Shenzhen wyniósł ponad 2,69 biliona CNY, co stanowiło trzeci pod tym względem wynik na kontynentalnych Chinach. W 2019 roku sektor usług odpowiadał za 58,8% przychodu PKB miasta, zaś za 42,2% pozostałe sektory gospodarki (41,1% – sektor przemysłowy i 0,1% sektor odpowiadający łącznie za rolnictwo, leśnictwo, hodowle zwierząt i rybołówstwo). Centralny Dystrykt Biznesowy (CBD) ulokowany w dzielnicy Futian, o powierzchni 6,07 km², z przychodem PKB w latach 2015–2016 w wysokości około 262 miliardów CNY, przyczynił się do 14,98% przychodu całej aglomeracji. W powyższym okresie był on najbardziej wartościowym CBD w kraju pod względem płatności podatkowych. W 1980 roku w Shenzhen utworzono pierwszą w Chinach specjalną strefę ekonomiczną. Do połowy 2010 roku obejmowała ona cztery dystrykty tj. Nanshan, Futian, Luohu i Yantian, zaś 1 lipca 2010 roku została rozciągnięta na całą aglomerację. Łączne obroty ładunkowe portu w Shenzhen w 2018 roku wyniosły 27,7 miliona TEU, co stawiało go na trzecim miejscu na świecie pod względem wielkości przeładunku kontenerowego.
Całkowita wartość Giełdy Papierów Wartościowych w Shenzhen w 2019 roku osiągnęła wartość 23,7 biliona CNY, zaś liczba spółek notowanych na giełdzie wzrosła do 2205. W Shenzhen na początku 2020 roku siedzibę miało 396 spółek notowanych na giełdzie, o całkowitej wartości rynkowej 12,1 biliona CNY, co stanowiło najlepszy po Pekinie wynik w kraju. Na opublikowanej w 2019 roku liście największych firm na świecie „Fortune Global 500” znajdowało się siedem firm, które miało siedzibę w Shenzhen, w tym Huawei Technologies Co., Ltd., która na początku 2019 roku była drugim pod względem wielkości producentem smartfonów na świecie oraz Tencent Holdings Limited, która w 2019 roku była drugą pod względem wielkości spółką internetową w Chinach. Ponadto w 2018 roku 280 firm z listy „Fortune Global 500” przeprowadziło bezpośrednie inwestycje w mieście.
W 2018 roku Shenzhen był na czwartym miejscu w kraju pod względem liczby zamożnych rodzin, w mieście było około 170 000 gospodarstw domowych posiadających aktywa powyżej 6 milionów CNY.

## Transport

### Transport kolejowy

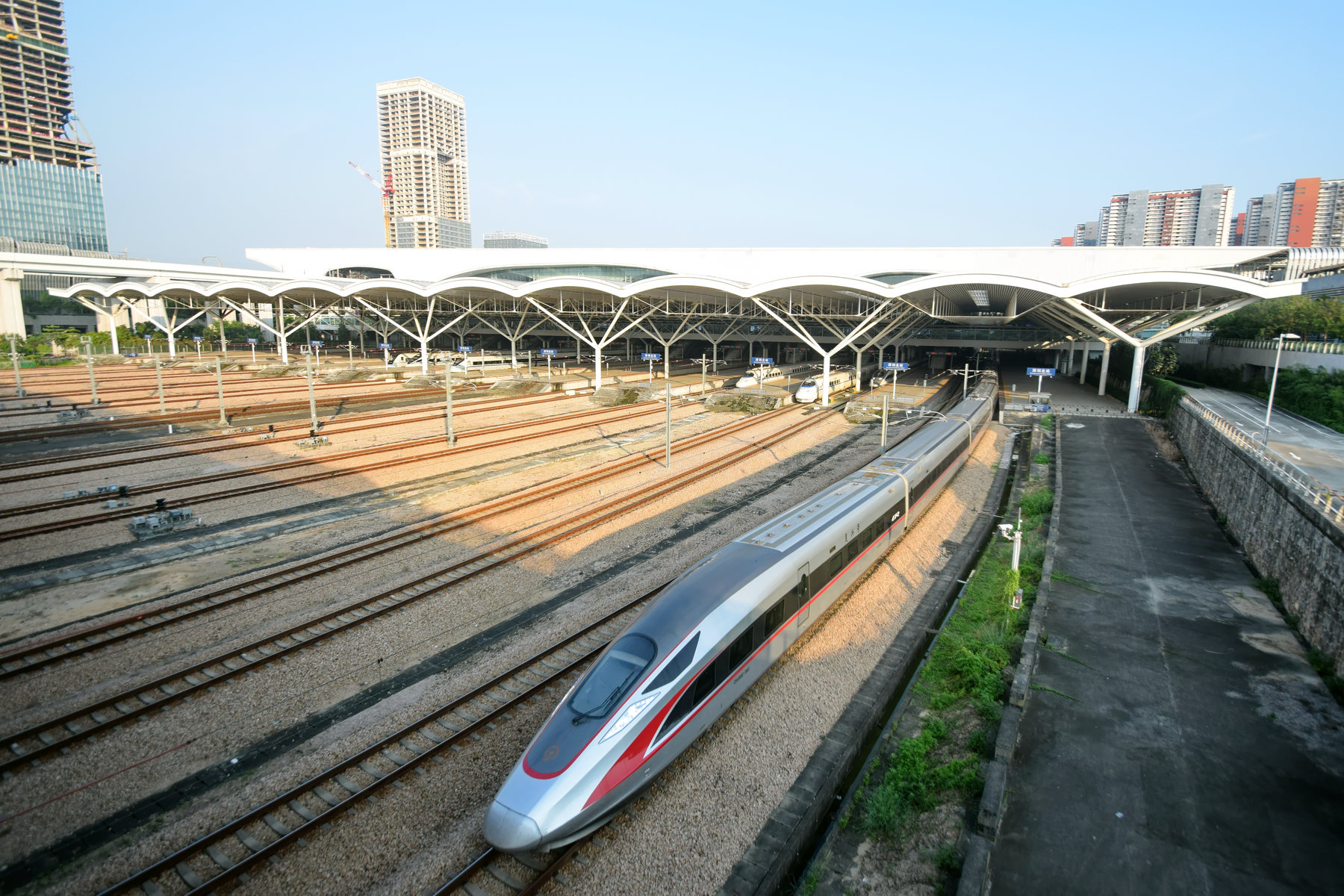
Północny dworzec kolejowy

Wszystkie dworce kolejowe w Shenzhen m.in. centralny, południowy, północny, wschodni, Futian i Pingshan obsłużyły w 2019 roku ponad 87 milionów pasażerów. Z powyższych dworców kursują pociągi kolei dużej prędkości do Hongkongu, a także w kierunku Kantonu i Xiamen do różnych lokalizacji w kraju.

### Transport lotniczy

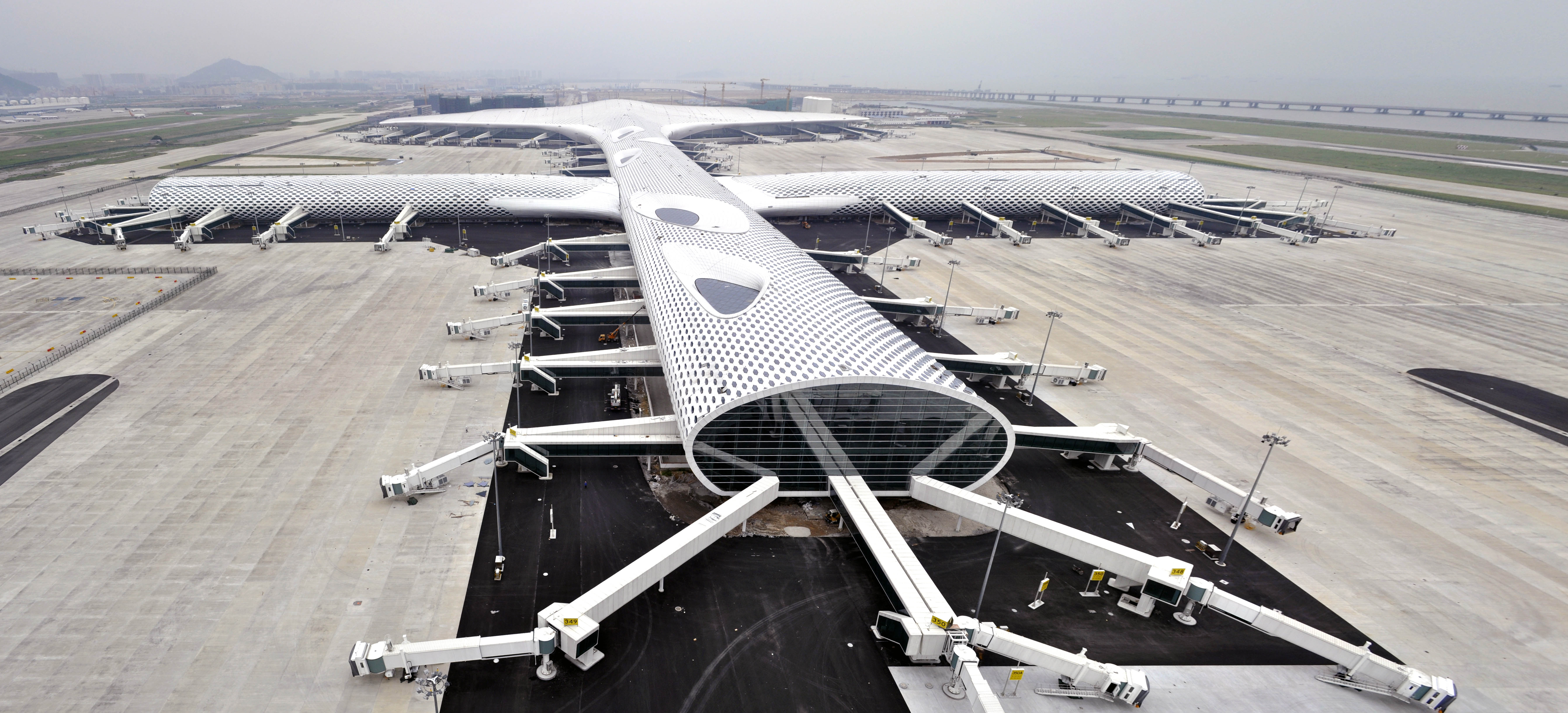
Port lotniczy Shenzhen Bao’an

W odległości 35 km od centrum miasta, na wybrzeżu delty Rzeki Perłowej, znajduje się Port lotniczy Shenzhen, z którego w 2019 roku skorzystało około 53 mln pasażerów, co stawia tutejsze lotnisko na piątym miejscu w kraju pod względem liczby obsłużonych osób.

### Transport drogowy
Najważniejsze drogi w Shenzhen:
- autostrada G15 – biegnąca od Shenyang, wzdłuż wybrzeża Chin do Haikou (tunel pod Cieśniną Hajnańską w budowie);
- autostrada G94 – rozpoczynająca się w centrum Futian (niedaleko granicy z Hongkongiem), biegnąca naokoło delty Rzeki Perłowej, przez Kanton do Makau;
- autostrada G25 – biegnąca z Shenzhen do Changchun;
- autostrada G205 – biegnąca z Shenzhen do Qinhuangdao;
- droga ekspresowa S3 – biegnąca wzdłuż wybrzeża delty Rzeki Perłowej do Kantonu;
- droga ekspresowa Yanba – biegnąca wzdłuż zatoki Mirs i przecinająca półwysep Dapeng;
- zewnętrzna ekspresowa obwodnica (Shenzhen Outer Ring Expressway) – będąca na początku 2020 roku w trakcie budowy, rozpoczynająca się z zachodniej strony na S3 i kończąca ze wschodniej strony na Yanba, która ma połączyć 10 dróg ekspresowych i 8 autostrad, o długości 93 km (w tym 76 km na terenie Shenzhen), mająca mieć na swojej trasie 61 mostów, 12 tuneli i 15 węzłów[40].

### Transport publiczny

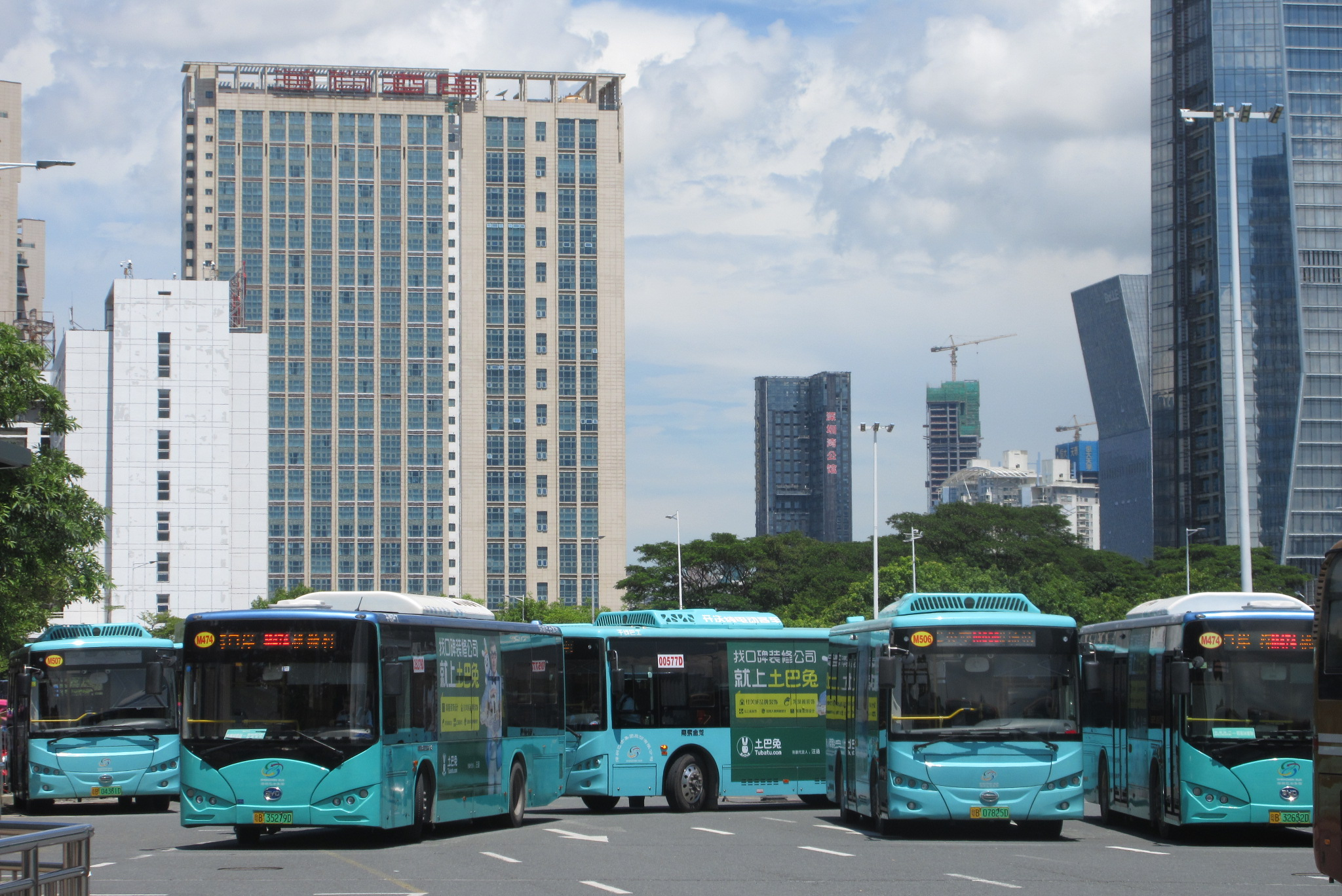
Elektryczne autobusy marki BYD

W grudniu 2019 roku z transportu publicznego w Shenzhen korzystało dziennie średnio 11,27 mln pasażerów, w tym:
- autobusy: 4,22 mln
- taksówki: 1,11 mln
- metro: 5,91 mln
- tramwaje: 32 tysiące[37].

W marcu 2020 roku system metra w Shenzhen miał długość 303 km i w 2019 roku był czwartą, po Pekinie, Szanghaju i Kantonie tego typu siecią w Chinach pod względem liczby obsłużonych pasażerów. Z 8 linii metra w 2019 roku korzystało dziennie średnio 5,53 mln pasażerów.
Shenzhen pod koniec 2017 roku zostało pierwszym miastem na świecie, w którym wszystkie miejskie autobusy tj. 16 359, były napędzane energią elektryczną. W grudniu 2019 roku obsługiwały one 933 linie autobusowe. We wrześniu 2019 roku władze miejskie ogłosiły, że wszystkie działające w mieście taksówki w liczbie 20 689, posiadają napęd elektryczny.
W dystrykcie Longhua od 2017 roku działają 2 linie tramwajowe o łącznej długości 11,7 km i obsługujące 20 przystanków (w tym 7 współdzielą).

### Transport wodny
W 2016 roku otwarto nowy międzynarodowy terminal portowy Shekou w dystrykcie Nanshan, do którego mogą zawijać największe wycieczkowce, a także skąd odchodzą promy do Makau, Zhuhai i Hongkongu. Przy porcie lotniczym Shenzhen także znajduje się terminal promowy, skąd odpływają statki do powyższych lokalizacji i dodatkowo do Zhongshan. Ponadto kursują statki pomiędzy dystryktami Yantian i Dapeng.

## Najwyższe budynki

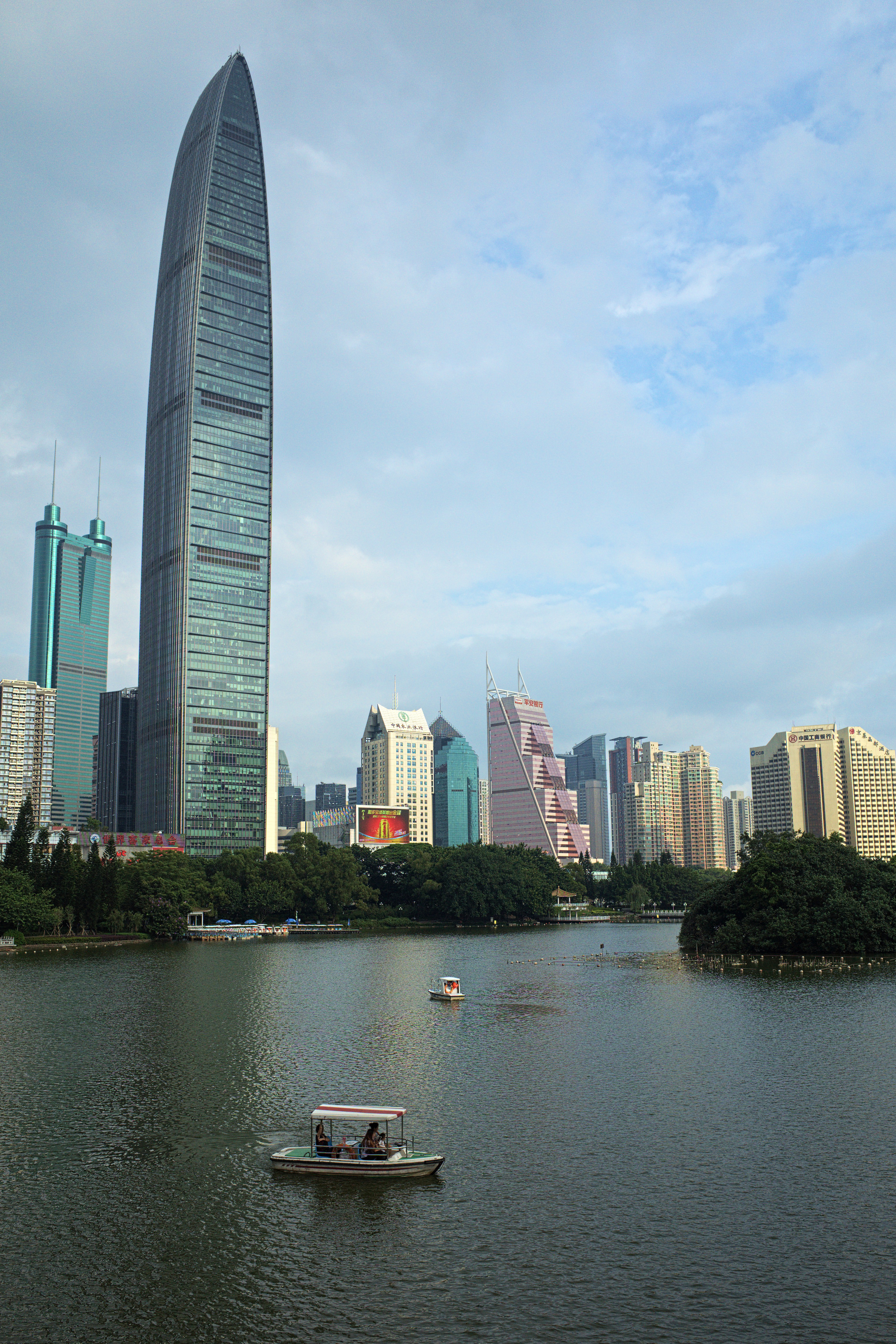
Wieżowiec KK100

W Shenzhen pod koniec marca 2020 roku znajdowało się 287 budynków których wysokość przekraczała 150 metrów.
| Miejsce | Nazwy najwyższych budynków         | Wysokość (m) | Rok ukończenia |
| ------- | ---------------------------------- | ------------ | -------------- |
| 1       | Ping An Finance Center             | 599          | 2017           |
| 2       | KK100                              | 441          | 2011           |
| 3       | China Resources Tower              | 392          | 2018           |
| 4       | Shun Hing Square                   | 384          | 1996           |
| 5       | Hanking Center                     | 359          | 2018           |
| 6       | One Shenzhen Bay Tower 7           | 341          | 2018           |
| 7       | Shimao Qianhai Project Tower 1     | 330          | 2020           |
| 8       | Hon Kwok City Center               | 330          | 2017           |
| 9       | Baoneng Center                     | 327          | 2018           |
| 10      | East Pacific Center Center Tower A | 306          | 2013           |

## Kultura

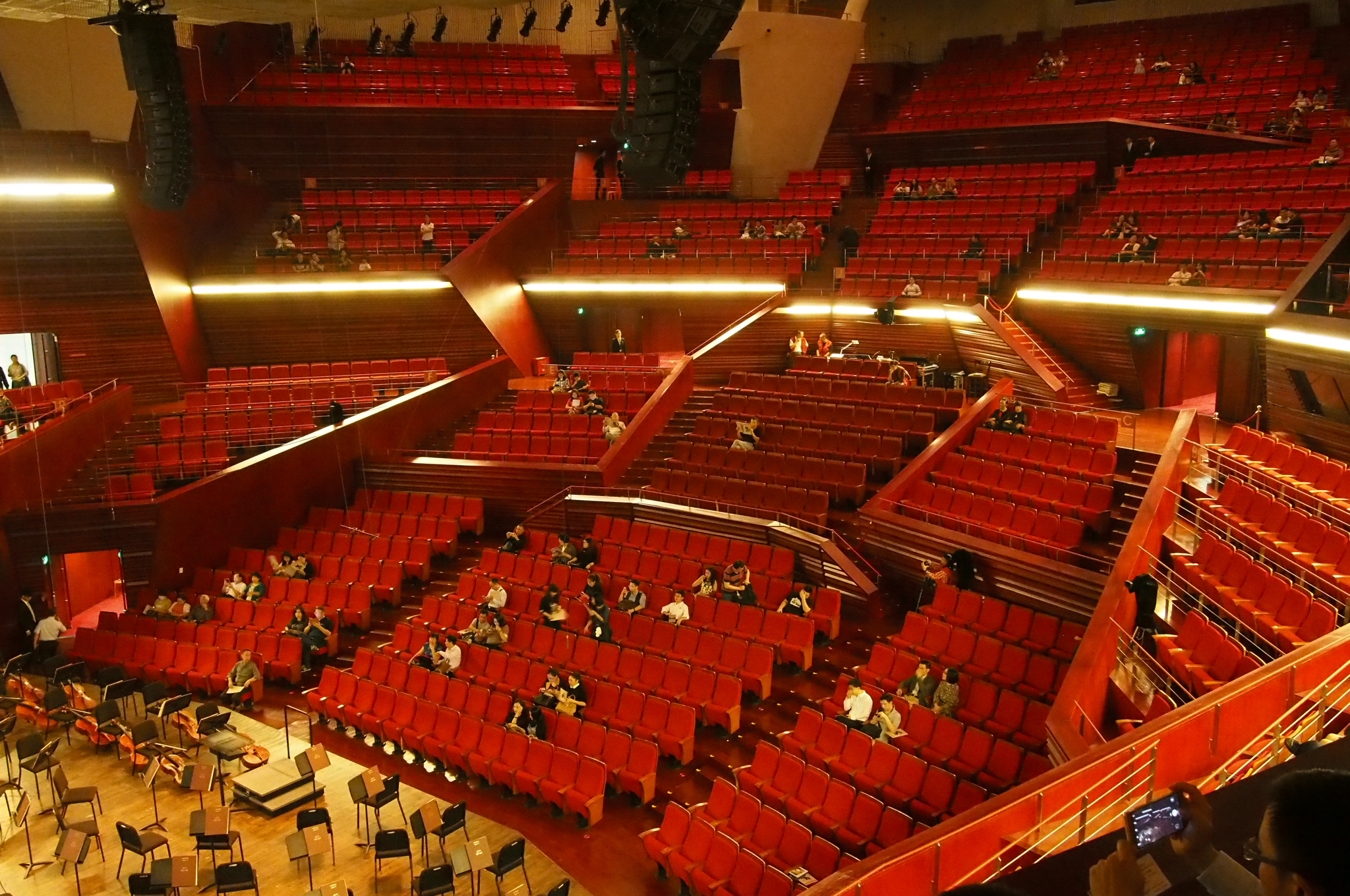
Hala koncertowa Shenzhen

W mieście znajduje się szereg muzeów, z Muzeum Shenzhen na czele, które funkcjonuje w trzech budynkach o łącznej powierzchni ponad 50 tysięcy m².
W 2007 roku wybudowano nową Halę koncertową Shenzhen, zaprojektowaną przez japońskiego architekta Arata Isozaki, w skład której wchodzą sala symfoniczna o pojemności 1680 widzów oraz studio teatralne o pojemności do 580 widzów. W tym samym roku oddano do użytku Teatr Shenzhen Poly o pojemności 1500 widzów. Ponadto w Teatrze Wielkim w Shenzhen od 2011 roku działa orkiestra symfoniczna.
W mieście znajduje się Biblioteka Shenzhen, mieszcząca się w budynku o powierzchni użytkowej 49 589 m², która w marcu 2020 roku posiadała 2500 miejsc siedzących dla czytelników, zaś zbiór biblioteki liczył około 2,5 miliona woluminów. Ponadto miasto realizuje plan budowy sieci bibliotek w ramach projektu „Miasto bibliotek”, do końca 2016 roku władze wybudowały 627 bibliotek publicznych (w tym 3 o statusie miejskim, 8 obejmujących granice dystryktu oraz 616 lokalnych), zaś łączna kolekcja we wszystkich bibliotekach publicznych wyniosła 28 milionów pozycji.

## Szkolnictwo wyższe

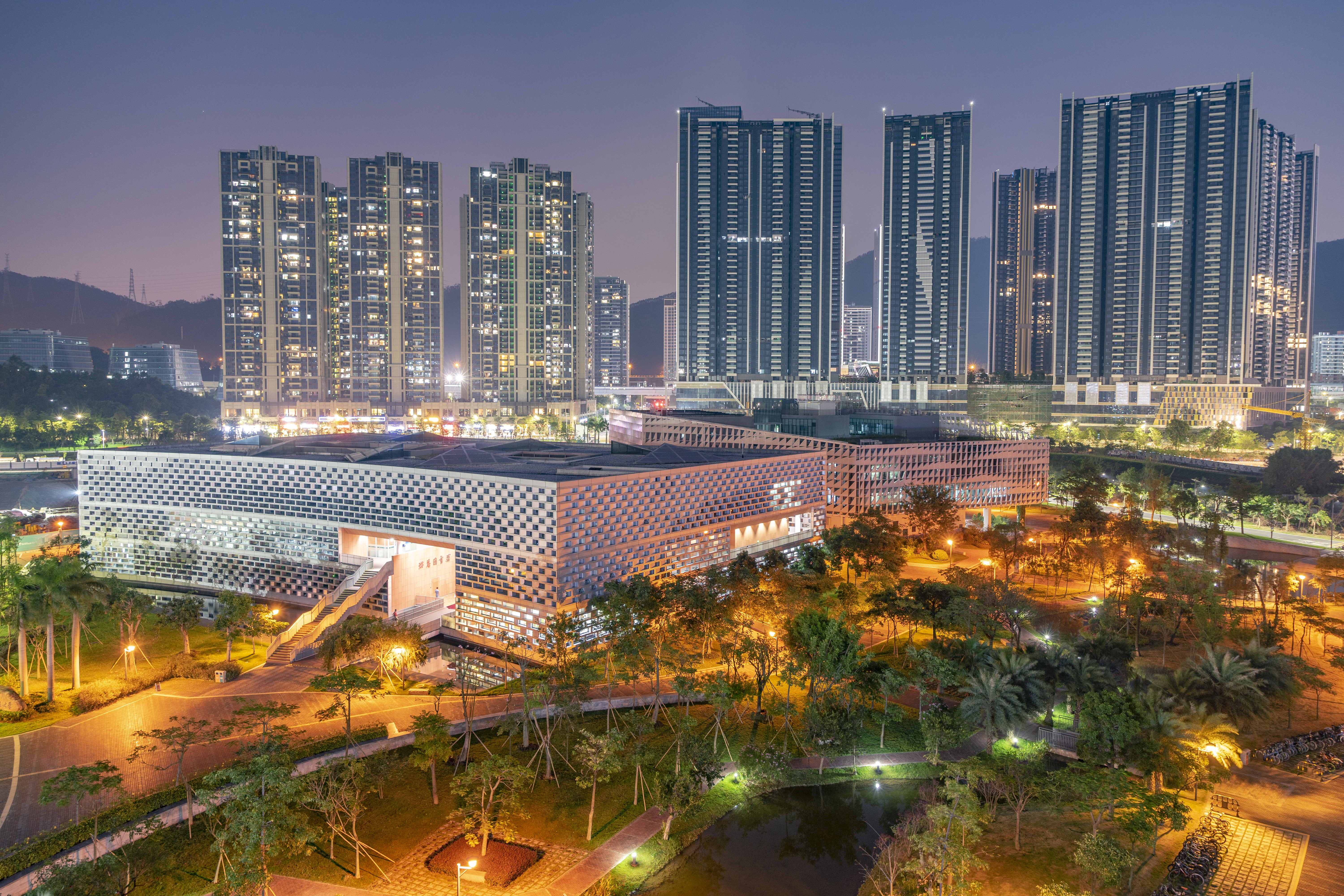
Południowy Uniwersytet Nauki i Technologii

Pod koniec 2019 roku na 13 wyższych uczelniach w Shenzhen studiowało około 100 tysięcy osób.
- Uniwersytet Shenzhen (SZU, 深圳大学,深大, lub 深圳大學) (zał. w 1983 roku)
- Politechnika Shenzhen (深圳职业技术学院) (zał. w 1993 roku)
- Chiński Uniwersytet Hongkongu w Shenzhen (香港中文大學 (深圳))
- Południowy Uniwersytet Nauki i Technologii (南方科技大学)
- Uniwersytet Technologiczny Shenzhen (深圳技术大学)
- Wyższa Szkoła Ekonomii i Zarządzania Antai Szanghajskiego Uniwersytetu Jiao Ton MBA Shenzhen (安泰经管学院)
- Wyższa Szkoła Biznesu HSBC po patronatem Uniwersytetu Pekińskiego (北大汇丰商学院)
- Instytut Technologii Informacyjnej Shenzhen (深圳信息职业技术学院)
- Instytut Zaawansowanej Technologii Shenzhen Chińskiej Akademii Nauk (中国科学院深圳先进技术研究所)
- Instytut Badawczy Shenzhen Uniwersytetu Pekińskiego (北京大学深圳研究生院)
- Instytut Badawczy Shenzhen Uniwersytetu Tsinghua i Uniwersytetu Kalifornijskiego w Berkeley (清华-伯克利深圳学院)
- Instytut Badawczy Shenzhen Instytutu Technologicznego w Harbinie (哈尔滨工业大学深圳校区)
- Uniwersytet Otwarty Shenzhen (深圳广播电视大学)

## Atrakcje i parki

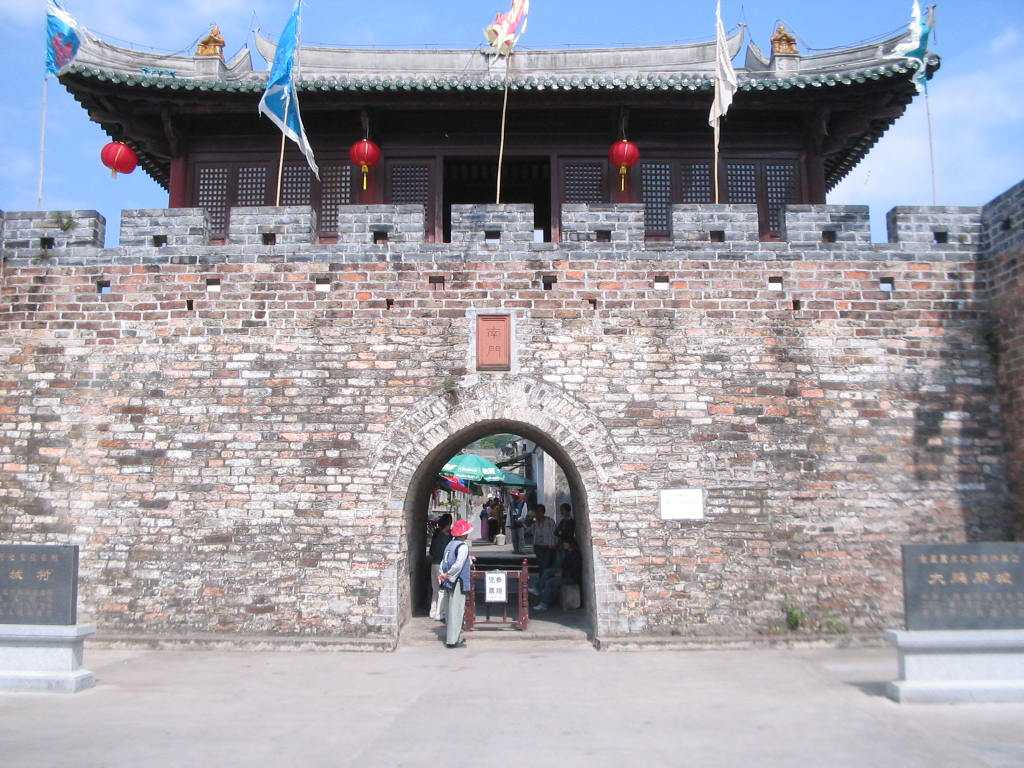
Forteca Dapeng

- Forteca Dapeng (wybudowana w 1394 roku)[14];
- Południowa brama w dzielnicy Nanshan (pozostałość murów obronnych z 1394)[13];
- góra Wutong (punkt widokowy na najwyższym szczycie w aglomeracji Shenzhen)[3];
- park rozrywki Window of the World (m.in. 108 metrowa replika Wieży Eiffla);
- Splendid China Folk Village (jeden z największych parków miniatur na świecie przedstawiających 100 największych atrakcji turystycznych w Chinach oraz skansen składający się z 25 wiosek ukazujących kulturę mniejszości narodowych w Chinach)[68];
- Ogród botaniczny Xianhu (ponad 12 tysięcy gatunków roślin)[69];
- Park Honghu (posiadający największą plantację lotosu w południowych Chinach)[70].

## Sport

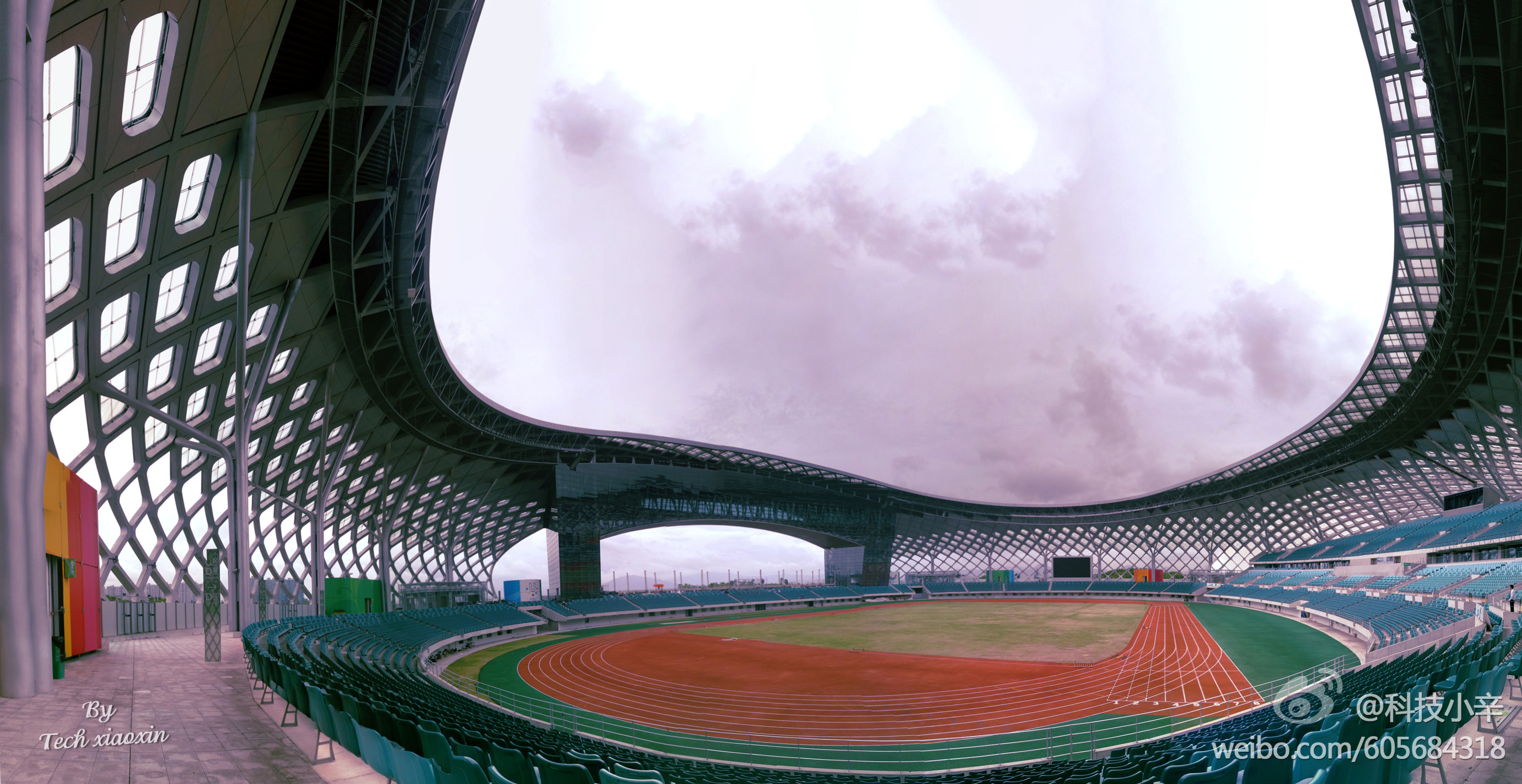
Centrum sportowe w zatoce Shenzhen

Shenzhen było gospodarzem wielu międzynarodowych imprez sportowych m.in.:
- w 1999 roku Mistrzostw Świata U-20 w piłce ręcznej kobiet (współgospodarz)
- w 2011 roku Letniej Uniwersjady 2011;
- w 2012 roku Mistrzostw Świata w golfie (WGC HSBC Champions);
- w latach 2018–2019 Superpucharu Francji w piłce nożnej;
- w 2019 roku Mistrzostw Świata w koszykówce mężczyzn (współgospodarz, faza grupowa);
- w 2019 roku kobiecego turnieju tenisowego WTA Finals.

Od 2013 roku odbywa się w mieście Shenzhen Open rosyjsk kobiecy turniej tenisowy zaliczany do kategorii Women’s Tennis Association. Ponadto w mieście odbywa się bieg maratoński, który otrzymał w 2019 roku certyfikat IAAF Road Race Gold, zaś udział w nim wzięło ponad 30 tysięcy biegaczy (w tym 15 na dystansie półmaratonu).
W mieście swoją siedzibę mają następujące kluby sportowe:
- Shenzhen Kaisa – piłka nożna (China League One);
- Shenzhen Aviators – koszykówka (Chińska Profesjonalna Liga Koszykarska Mężczyzn);
- Shenzhen KRS Vanke Rays – hokej (WHL – rosyjska kobieca liga hokeja), mistrz w 2020 roku;

Przed Letnią Uniwersjadą w 2011 roku oddano do użytku szereg obiektów sportowych m.in.
- Centrum sportowe Universiade (w skład którego wchodzi stadion na 60 tysięcy osób, Arena Dayun sportowa na 18 tysięcy osób oraz basen spełniający najnowsze wymogi Światowej Federacji Pływackiej)[73];
- Centrum sportowe w zatoce Shenzhen (w skład którego wchodzi stadion na 20 tysięcy osób, hala sportowa na 13 tysięcy osób i dwa baseny)[74];
- Centrum sportowe Longgang (na którym rozgrywany jest obecnie m.in. turniej tenisowy Shenzhen Open);
- Stadion Bao’an o pojemności 40 tysięcy widzów.

Ponadto w mieście znajduje się Stadion Shenzhen, wybudowany w 1993 roku.
W Shenzhen znajduje się Mission Hills, od 2004 roku największy obiekt golfowy na świecie wg Księgi rekordów Guinnessa, posiadający w 2018 roku 22 pola golfowe (w tym 12 o randze mistrzowskiej).

## Znane osoby
W granicach aglomeracji Shenzhen urodziły się m.in. następujące osoby:
- Deannie Yip – aktorka i piosenkarka
- Liao Lisheng – piłkarz
- Lin Gaoyuan – tenisista stołowy
- Sun Caiyun – lekkoatletka
- Wang Liuyi – pływaczka synchroniczna
- Wang Qianyi – pływaczka synchroniczna
- Wang Xinyu – tenisistka
- Wen Junhui – piosenkarz

## Miasta partnerskie
Miasta partnerskie Shenzhen (stan na 9.04.2020).
| - Houston, Stany Zjednoczone (od 1986) - Brescia, Włochy (od 1991) - Brisbane, Australia (od 1992) - Poznań, Polska (od 1993) - Wiedeń, Austria (od 1994) - Kingston, Jamajka (od 1995) - Lomé, Togo (od 1997) - Norymberga, Niemcy (od 1997) - Brabancja Walońska, Belgia (od 2003) - Tskuba, Japonia (od 2004) - Gwangyang, Korea Południowa (od 2004) - Luksor, Egipt (od 2007) | - Samara, Rosja (od 2008) - Hajfa, Izrael (od 2012) - Mińsk, Białoruś (od 2014) - Płowdiw, Bułgaria (Od 2014) - Berno (kanton), Szwajcaria (od 2015) - Apia, Samoa (od 2015) - Almere, Holandia (od 2016) - Porto, Portugalia (od 2016) - Biszkek, Kirgistan (od 2016) - Phnom Penh, Kambodża (od 2017) - Edynburg, Wielka Brytania (od 2019) |